# Manchester United Football Club 2019-2020
Questa pagina raccoglie i dati riguardanti il Manchester United Football Club nelle competizioni ufficiali della stagione 2019-2020.

## Stagione
Per la stagione 2019-2020 il Manchester United sceglie di confermare in panchina Ole Gunnar Solskjær, subentrato in corsa nell'annata precedente. Questa stagione vedrà lo United partecipare alla Premier League, alla FA Cup e alla League Cup per quanto riguarda alle competizioni nazionali, e all'UEFA Europa League in campo europeo.
In Premier League i Red Devils disputano un girone d'andata altalenante, restando però in corsa per la qualificazione alla Champions League. Il 13 marzo 2020, in una nota congiunta, la Premier League, la English Football League e la FA, comunicano la sospensione di ogni attività agonistica fino agli inizi di aprile a causa dell'emergenza dovuta alla pandemia di COVID-19 nel Regno Unito. Attraverso un nuovo comunicato, il 27 maggio 2020, la Premier League detta le linee guida su come riprendere gli allenamenti durante la cosiddetta "fase 2" della pandemia; il giorno successivo, mentre la lega comunica che la ripresa del campionato è fissata per il 17 giugno 2020, confermando la volontà di portare a termine il campionato, il club conferma la ripresa degli allenamenti di gruppo. Successivamente, il 4 giugno 2020, la FA comunica che per le restanti gare si potranno effettuare cinque sostituzioni, allineandosi alle scelte delle altre leghe europee; il giorno seguente viene stilato il calendario delle prime tre giornate dal momento della ripresa. Alla ripresa, il Manchester United inanella una serie di buoni risultati e, dopo una lunga rincorsa, arriva a giocarsi l'accesso alla Champions League in un vero e proprio scontro diretto con il Leicester City all'ultima giornata: vincendo in casa delle Foxes per 2-0, i Red Devils terminano al 3º posto in Premier League, accedendo direttamente alla fase a gironi della Champions League 2020-2021.
In League Cup la squadra, dopo aver eliminato Rochdale ai calci di rigore, Chelsea e Colchester United, arriva alla doppia sfida di semifinale contro il Manchester City: la partita d'andata, giocata in casa dallo United, finisce con il punteggio di 1-3 in favore dei Citizens, mentre nella semifinale di ritorno, giocata all'Etihad Stadium, i Red Devils si impongono per 1-0 grazie a un gol siglato da Matić, ma inutile ai fini del risultato finale, sancendo così la fine del percorso nella competizione.
In FA Cup il Manchester elimina il Wolverhampton dopo aver giocato il replay, e il Brentford, il Tranmere, il Derby County agli ottavi di finale, il Norwich City ai quarti di finale. Viene eliminato in semifinale, perdendo 3-1 contro il Chelsea.
Il cammino europeo inizia con il sorteggio della fase a gironi svoltosi il 30 agosto 2019 a Monaco: lo United viene inserito nel Gruppo L con i kazaki dell'Astana, i serbi del Partizan e gli olandesi dell'AZ. Le sfide contro l'Astana sono state le prime in assoluto di un club inglese contro una formazione del Kazakistan e, analogamente, è stata anche la prima volta contro l'AZ; gli unici ad aver già affrontato il Manchester United sono stati i serbi del Partizan, affrontati nelle semifinali della Coppa dei Campioni del 1965-1966. Grazie a 4 vittorie, 1 pareggio ed 1 sconfitta, si piazza al primo posto del girone, classificandosi alla fase ad eliminazione diretta. Ai sedicesimi di finale affronta i belgi del Club Brugge, pareggiando 1-1 in trasferta e vincendo 5-0 in casa, passando così il turno; agli ottavi si ritrova di fronte il LASK, club austriaco, che travolge 5-0 in trasferta e 2-1 in casa. Nei quarti di finale vince 1-0 ai supplementari contro il Copenaghen andando così in semifinale dove viene sconfitto 2-1 dal Siviglia, terminando così l'avventura europea.

## Maglie e sponsor
Il fornitore tecnico per la stagione 2019-2020 è Adidas, al quinto anno con i Red Devils, mentre lo sponsor ufficiale è Chevrolet, per il sesto anno; nel corso della stagione, a questi si aggiungono Kohler quale sleeve sponsor. 
Nell'agosto 2020, per giocare la partita di ritorno dei sedicesimi di finale di Europa League contro il LASK e per disputare la Final Eight dell'Europa League, il Manchester United scende in campo con le nuove divise home e away disegnate per la stagione 2020-2021.
| Casa | Trasferta | Terza divisa | Casa (Agosto 2020) | Trasferta (Agosto 2020) |

## Rosa
Rosa e numerazione aggiornate al 30 gennaio 2020.
| N. |                           | Ruolo | Calciatore               |
| -- | ------------------------- | ----- | ------------------------ |
| 1  | Spagna (bandiera)         | P     | David de Gea             |
| 2  | Svezia (bandiera)         | D     | Victor Lindelöf          |
| 3  | Costa d'Avorio (bandiera) | D     | Eric Bailly              |
| 4  | Inghilterra (bandiera)    | D     | Phil Jones               |
| 5  | Inghilterra (bandiera)    | D     | Harry Maguire (capitano) |
| 6  | Francia (bandiera)        | C     | Paul Pogba               |
| 7  | Cile (bandiera)           | A     | Alexis Sánchez           |
| 8  | Spagna (bandiera)         | C     | Juan Mata                |
| 9  | Francia (bandiera)        | A     | Anthony Martial          |
| 10 | Inghilterra (bandiera)    | A     | Marcus Rashford          |
| 12 | Inghilterra (bandiera)    | D     | Chris Smalling           |
| 13 | Inghilterra (bandiera)    | P     | Lee Grant                |
| 14 | Inghilterra (bandiera)    | A     | Jesse Lingard            |
| 15 | Brasile (bandiera)        | C     | Andreas Pereira          |
| 16 | Argentina (bandiera)      | D     | Marcos Rojo              |
| 17 | Brasile (bandiera)        | C     | Fred                     |
| 18 | Inghilterra (bandiera)    | D     | Ashley Young             |
| 18 | Portogallo (bandiera)     | C     | Bruno Fernandes          |
| 20 | Portogallo (bandiera)     | D     | Diogo Dalot              |
| 21 | Galles (bandiera)         | A     | Daniel James             |
| 22 | Argentina (bandiera)      | P     | Sergio Romero            |
| 23 | Inghilterra (bandiera)    | D     | Luke Shaw                |
| 24 | Paesi Bassi (bandiera)    | D     | Timothy Fosu-Mensah      |
| 25 | Nigeria (bandiera)        | A     | Odion Ighalo             |

| N. |                        | Ruolo | Calciatore                |
| -- | ---------------------- | ----- | ------------------------- |
| 26 | Inghilterra (bandiera) | A     | Mason Greenwood           |
| 28 | Inghilterra (bandiera) | C     | Angel Gomes               |
| 29 | Inghilterra (bandiera) | D     | Aaron Wan-Bissaka         |
| 30 | Inghilterra (bandiera) | P     | Nathan Bishop             |
| 31 | Serbia (bandiera)      | C     | Nemanja Matić             |
| 36 | Italia (bandiera)      | D     | Matteo Darmian            |
| 37 | Inghilterra (bandiera) | C     | James Garner              |
| 38 | Inghilterra (bandiera) | D     | Axel Tuanzebe             |
| 39 | Scozia (bandiera)      | C     | Scott McTominay           |
| 40 | Portogallo (bandiera)  | P     | Joel Pereira              |
| 41 | Inghilterra (bandiera) | D     | Ethan Laird               |
| 43 | Inghilterra (bandiera) | D     | Cameron Borthwick-Jackson |
| 44 | Paesi Bassi (bandiera) | A     | Tahith Chong              |
| 47 | Spagna (bandiera)      | C     | Arnau Puigmal             |
| 49 | Inghilterra (bandiera) | A     | D'Mani Bughail-Mellor     |
| 51 | Rep. Ceca (bandiera)   | P     | Matěj Kovář               |
| 52 | Inghilterra (bandiera) | D     | Max Taylor                |
| 53 | Inghilterra (bandiera) | D     | Brandon Williams          |
| 54 | Inghilterra (bandiera) | C     | Ethan Galbraith           |
| 58 | Giamaica (bandiera)    | D     | Di'Shon Bernard           |
| 59 | Belgio (bandiera)      | A     | Largie Ramazani           |
| 63 | Galles (bandiera)      | C     | Dylan Levitt              |
| 71 | Inghilterra (bandiera) | D     | Teden Mengi               |

## Calciomercato

### Sessione estiva(dall'11/6 all'8/8)
| Acquisti         | Acquisti                  | Acquisti          | Acquisti                  |
| R.               | Nome                      | da                | Modalità                  |
| ---------------- | ------------------------- | ----------------- | ------------------------- |
| D                | Harry Maguire             | Leicester City    | definitivo (87 milioni €) |
| D                | Aaron Wan-Bissaka         | Crystal Palace    | definitivo (55 milioni €) |
| A                | Daniel James              | Swansea City      | definitivo (17 milioni €) |
| Altre operazioni |                           |                   |                           |
| R.               | Nome                      | da                | Modalità                  |
| P                | Kieran O'Hara             | Macclesfield Town | fine prestito             |
| P                | Dean Henderson            | Sheffield Utd     | fine prestito             |
| P                | Joel Pereira              | Kortrijk          | fine prestito             |
| D                | Cameron Borthwick-Jackson | Scunthorpe Utd    | fine prestito             |
| D                | Regan Poole               | Newport County    | fine prestito             |
| D                | Tyrell Warren             | Salford City      | fine prestito             |
| C                | Ethan Hamilton            | Rochdale          | fine prestito             |
| C                | Tom Sang                  | AFC Fylde         | fine prestito             |
| C                | Callum Whelan             | Port Vale         | fine prestito             |
| C                | Matty Willock             | Crawley Town      | fine prestito             |
| A                | Zak Dearnley              | Oldham Athletic   | fine prestito             |
| A                | James Wilson              | Aberdeen          | fine prestito             |

| Cessioni         | Cessioni         | Cessioni            | Cessioni                                            |
| R.               | Nome             | a                   | Modalità                                            |
| ---------------- | ---------------- | ------------------- | --------------------------------------------------- |
| D                | Antonio Valencia | LDU Quito           | svincolato                                          |
| C                | Ander Herrera    | Paris Saint-Germain | svincolato                                          |
| A                | Romelu Lukaku    | Inter               | definitivo (65 milioni € più 13 milioni € di bonus) |
| A                | James Wilson     | Aberdeen            | svincolato                                          |
| Altre operazioni |                  |                     |                                                     |
| R.               | Nome             | a                   | Modalità                                            |
| P                | Kieran O'Hara    | Burton Albion       | prestito                                            |
| P                | Dean Henderson   | Sheffield Utd       | rinnovo prestito                                    |
| P                | Alex Fojtíček    | Stalybridge Celtic  | prestito                                            |
| P                | James Thompson   |                     | svincolato                                          |
| D                | Matthew Olosunde | Rotherham Utd       | svincolato                                          |
| D                | Regan Poole      | MK Dons             | svincolato                                          |
| D                | Tyrell Warren    | Salford City        | svincolato                                          |
| C                | DJ Buffonge      | Spezia              | svincolato                                          |
| C                | Callum Gribbin   | Sheffield Utd       | svincolato                                          |
| C                | Tom Sang         | Cardiff City        | svincolato                                          |
| C                | Callum Whelan    | Watford             | svincolato                                          |
| C                | Matty Willock    | Gillingham          | svincolato                                          |
| A                | Millen Baars     |                     | svincolato                                          |
| A                | Joshua Bohui     | NAC Breda           | svincolato                                          |
| A                | Nishan Burkart   | Friburgo            | definitivo                                          |
| A                | Zak Dearnley     | New Mills           | svincolato                                          |

### Operazioni esterne(dal 9/8 al 31/12)
| Acquisti         | Acquisti         | Acquisti                 | Acquisti         |
| R.               | Nome             | da                       | Modalità         |
| Altre operazioni | Altre operazioni | Altre operazioni         | Altre operazioni |
| R.               | Nome             | da                       | Modalità         |
| ---------------- | ---------------- | ------------------------ | ---------------- |
| P                | Jacob Carney     | Stocksbridge Park Steels | fine prestito    |

| Cessioni         | Cessioni                  | Cessioni                 | Cessioni                       |
| R.               | Nome                      | a                        | Modalità                       |
| ---------------- | ------------------------- | ------------------------ | ------------------------------ |
| D                | Matteo Darmian            | Parma                    | definitivo (2,48 milioni €)    |
| D                | Chris Smalling            | Roma                     | prestito oneroso (3 milioni €) |
| A                | Alexis Sánchez            | Inter                    | prestito                       |
| Altre operazioni |                           |                          |                                |
| R.               | Nome                      | da                       | Modalità                       |
| P                | Jacob Carney              | Stocksbridge Park Steels | prestito                       |
| P                | Jacob Carney              | Stocksbridge Park Steels | prestito                       |
| P                | Joel Pereira              | Hearts                   | prestito                       |
| D                | Cameron Borthwick-Jackson | Tranmere                 | prestito                       |
| D                | Lee O'Connor              | Celtic                   | definitivo                     |
| D                | George Tanner             | Morecambe                | prestito                       |
| C                | Aidan Barlow              | Tromsø                   | prestito                       |
| C                | Ethan Hamilton            | Southend Utd             | prestito                       |

### Sessione invernale(dall'1/1 al 31/1)
| Acquisti         | Acquisti                  | Acquisti           | Acquisti                                            |
| R.               | Nome                      | da                 | Modalità                                            |
| ---------------- | ------------------------- | ------------------ | --------------------------------------------------- |
| P                | Nathan Bishop             | Southend Utd       | definitivo                                          |
| C                | Bruno Fernandes           | Sporting Lisbona   | definitivo (55 milioni € più 25 milioni € di bonus) |
| Altre operazioni |                           |                    |                                                     |
| R.               | Nome                      | da                 | Modalità                                            |
| P                | Alex Fojtíček             | Stalybridge Celtic | fine prestito                                       |
| D                | Cameron Borthwick-Jackson | Tranmere           | fine prestito                                       |
| D                | George Tanner             | Morecambe          | fine prestito                                       |
| C                | Aidan Barlow              | Tromsø             | fine prestito                                       |
| C                | Ethan Hamilton            | Southend Utd       | fine prestito                                       |

| Cessioni         | Cessioni                  | Cessioni           | Cessioni                   |
| R.               | Nome                      | a                  | Modalità                   |
| ---------------- | ------------------------- | ------------------ | -------------------------- |
| D                | Marcos Rojo               | Estudiantes (LP)   | prestito                   |
| D                | Ashley Young              | Inter              | definitivo (1,5 milioni €) |
| Altre operazioni |                           |                    |                            |
| R.               | Nome                      | da                 | Modalità                   |
| P                | Alex Fojtíček             | Stalybridge Celtic | prestito                   |
| D                | Cameron Borthwick-Jackson | Oldham Athletic    | prestito                   |
| D                | George Tanner             | Salford City       | prestito                   |
| C                | Ethan Hamilton            | Bolton             | prestito                   |

### Operazioni esterne(dall'1/2 al 30/6)
| Acquisti | Acquisti     | Acquisti         | Acquisti |
| R.       | Nome         | da               | Modalità |
| -------- | ------------ | ---------------- | -------- |
| A        | Odion Ighalo | Shanghai Shenhua | prestito |

| Cessioni | Cessioni | Cessioni | Cessioni |
| R.       | Nome     | a        | Modalità |
| -------- | -------- | -------- | -------- |

## Risultati

### Premier League
| Arbitro: | Taylor (Cheshire) |

|                                                |           |  |
| Rashford 18’ (rig.), 67’ Martial 65’ James 81’ | Marcatori |  |

| Arbitro: | Moss (West Yorkshire) |

|           |           |             |
| Neves 55’ | Marcatori | 27’ Martial |

| Arbitro: | Tierney (Lancashire) |

|           |           |                            |
| James 89’ | Marcatori | 32’ Ayew 90+3’ van Aanholt |

| Arbitro: | Dean (Wirral) |

|           |           |           |
| Danso 73’ | Marcatori | 10’ James |

| Arbitro: | Atkinson (West Yorkshire) |

|                    |           |  |
| Rashford 8’ (rig.) | Marcatori |  |

| Arbitro: | Taylor (Cheshire) |

|                              |           |  |
| Jarmolenko 44’ Cresswell 84’ | Marcatori |  |

| Arbitro: | Friend (Leicestershire) |

|               |           |                |
| McTominay 45’ | Marcatori | 58’ Aubameyang |

| Arbitro: | Dean (Wirral) |

|               |           |  |
| Longstaff 72’ | Marcatori |  |

| Arbitro: | Atkinson (West Yorkshire) |

|              |           |             |
| Rashford 36’ | Marcatori | 85’ Lallana |

| Arbitro: | Attwell (Warwickshire) |

|               |           |                                        |
| Hernández 88’ | Marcatori | 21’ McTominay 30’ Rashford 73’ Martial |

| Arbitro: | Kavanagh (Lancashire) |

|          |           |  |
| King 45’ | Marcatori |  |

| Arbitro: | Moss (West Yorkshire) |

|                                                |           |          |
| A. Pereira 17’ Pröpper 19’ (aut.) Rashford 66’ | Marcatori | 64’ Dunk |

| Arbitro: | Marriner (West Midlands) |

|                                    |           |                                         |
| Fleck 19’ Mousset 52’ McBurnie 90’ | Marcatori | 72’ Williams 77’ Greenwood 79’ Rashford |

| Arbitro: | Pawson (Sheffield) |

|                                |           |                        |
| Heaton 42’ (aut.) Lindelöf 64’ | Marcatori | 11’ Grealish 66’ Mings |

| Arbitro: | Tierney (Lancashire) |

|                         |           |          |
| Rashford 7’, 49’ (rig.) | Marcatori | 39’ Alli |

| Arbitro: | Taylor (Cheshire) |

|              |           |                                 |
| Otamendi 85’ | Marcatori | 23’ (rig.) Rashford 29’ Martial |

| Arbitro: | Oliver (Northumberland) |

|               |           |                     |
| Greenwood 77’ | Marcatori | 36’ (aut.) Lindelöf |

| Arbitro: | Mason (Bolton) |

|                            |           |  |
| Sarr 50’ Deeney 54’ (rig.) | Marcatori |  |

| Arbitro: | Friend (Leicestershire) |

|                                             |           |               |
| Martial 24’, 51’ Greenwood 36’ Rashford 41’ | Marcatori | 17’ Longstaff |

| Arbitro: | Dean (Wirral) |

|  |           |                            |
|  | Marcatori | 44’ Martial 90+5’ Rashford |

| Arbitro: | Kavanagh (Lancashire) |

|                              |           |  |
| Pépé 8’ Papastathopoulos 42’ | Marcatori |  |

| Arbitro: | Taylor (Cheshire) |

|                                                    |           |  |
| Rashford 27’, 52’ (rig.) Martial 54’ Greenwood 76’ | Marcatori |  |

| Arbitro: | Pawson (Sheffield) |

|                          |           |  |
| van Dijk 14’ Salah 90+3’ | Marcatori |  |

| Arbitro: | Moss (West Yorkshire) |

|  |           |                        |
|  | Marcatori | 39’ Wood 56’ Rodriguez |

| Manchester 1º febbraio 2020, ore 17:30 GMT 25ª giornata | Manchester Utd       | 0 – 0 referto | Wolverhampton | Old Trafford (73.363 spett.)\| Arbitro: \| Tierney (Lancashire) \| |
| Arbitro:                                                | Tierney (Lancashire) |               |               |                                                                    |

| Arbitro: | Taylor (Cheshire) |

|  |           |                         |
|  | Marcatori | 45’ Martial 66’ Maguire |

| Arbitro: | Atkinson (West Yorkshire) |

|                                                  |           |  |
| B.Fernandes 42’ (rig.) Martial 58’ Greenwood 75’ | Marcatori |  |

| Arbitro: | Kavanagh (Lancashire) |

|                  |           |                 |
| Calvert-Lewin 3’ | Marcatori | 31’ B.Fernandes |

| Arbitro: | Dean (Wirral) |

|                             |           |  |
| Martial 30’ McTominay 90+6’ | Marcatori |  |

| Arbitro: | Moss (West Yorkshire) |

|                     |           |                        |
| Steven Bergwijn 27’ | Marcatori | 81’ (rig.) B.Fernandes |

| Arbitro: | Taylor (Cheshire) |

|                      |           |  |
| Martial 7’, 44’, 74’ | Marcatori |  |

| Arbitro: | Marriner (West Midlands) |

|  |           |                                    |
|  | Marcatori | 16’ Greenwood 29’, 50’ B.Fernandes |

| Arbitro: | Mike Dean (Wirral) |

|                                                                      |           |                               |
| Greenwood 29’, 54’ Rashford 35’ (rig.) Martial 45+2’ B.Fernandes 59’ | Marcatori | 15’ Stanislas 49’ (rig.) King |

| Arbitro: | Moss (West Yorkshire) |

|  |           |                                                  |
|  | Marcatori | 27’ (rig.) B.Fernandes 45+5’ Greenwood 58’ Pogba |

| Arbitro: | Kavanagh (Lancashire) |

|                          |           |                             |
| Rashford 20’ Martial 23’ | Marcatori | 12’ Armstrong 90+6’ Obafemi |

| Arbitro: | Scott (Oxfordshire) |

|  |           |                            |
|  | Marcatori | 45+1’ Rashford 78’ Martial |

| Arbitro: | Tierney (Lancashire) |

|               |           |                      |
| Greenwood 51’ | Marcatori | 45+2’ (rig.) Antonio |

| Arbitro: | Atkinson (West Yorkshire) |

|  |           |                                      |
|  | Marcatori | 71’ (rig.) B.Fernandes 90+8’ Lingard |

### FA Cup
| Wolverhampton 4 gennaio 2020, ore 17:31 GMT Trentaduesimi di finale | Wolverhampton        | 0 – 0 referto | Manchester Utd | Molineux Stadium (31.381 spett.)\| Arbitro: \| Tierney (Lancashire) \| |
| Arbitro:                                                            | Tierney (Lancashire) |               |                |                                                                        |

| Arbitro: | Friend (Leicestershire) |

|          |           |  |
| Mata 67’ | Marcatori |  |

| Arbitro: | Mason (Leicestershire) |

|  |           |                                                                              |
|  | Marcatori | 10’ Maguire 13’ Dalot 16’ Lingard 41’ Jones 45’ Martial 56’ (rig.) Greenwood |

| Arbitro: | Pawson (South Yorkshire) |

|  |           |                          |
|  | Marcatori | 33’ Shaw 41’, 70’ Ighalo |

| Arbitro: | Moss (West Yorkshire) |

|              |           |                         |
| Cantwell 75’ | Marcatori | 51’ Ighalo 118’ Maguire |

| Arbitro: | Dean (Wirral) |

|                        |           |                                            |
| B.Fernandes 85’ (rig.) | Marcatori | 45+11’ Giroud 46’ Mount 74’ (aut.) Maguire |

### EFL Cup
| Arbitro: | Brooks (Leicestershire) |

|                                   |                      |                                 |
| Greenwood 68’                     | Marcatori            | 76’ Matheson                    |
| Mata Andreas Fred Greenwood James | Tiri di rigore 5 – 3 | Andrew Keohane Morley Wilbraham |

| Arbitro: | Tierney (Lancashire) |

|               |           |                          |
| Batshuayi 61’ | Marcatori | 25’ (rig.), 73’ Rashford |

| Arbitro: | Coote (Nottinghamshire) |

|                                             |           |  |
| Rashford 51’ Jackson 56’ (aut.) Martial 61’ | Marcatori |  |

| Arbitro: | Dean (Wirral) |

|              |           |                                           |
| Rashford 70’ | Marcatori | 17’ B.Silva 33’ Mahrez 38’ (aut.) Pereira |

| Arbitro: | Friend (Leicestershire) |

|  |           |           |
|  | Marcatori | 35’ Matić |

### UEFA Europa League

#### Fase a gironi
| Arbitro: | Letexier |

|               |           |  |
| Greenwood 73’ | Marcatori |  |

| Istanbul 3 ottobre 2019, ore 18:55 CEST 2ª giornata | AZ Alkmaar | 0 – 0 referto | Manchester Utd | AFAS Stadion (13 863 spett.)\| Arbitro: \| Mažeika \| |
| Arbitro:                                            | Mažeika    |               |                |                                                       |

| Arbitro: | Estrada Fernández |

|  |           |                    |
|  | Marcatori | 43’ (rig.) Martial |

| Arbitro: | Mattias Gestranius |

|                                        |           |  |
| Greenwood 22’ Martial 33’ Rashford 49’ | Marcatori |  |

| Arbitro: | Donatas Rumšas |

|                              |           |             |
| Şomko 55’ Bernard 62’ (aut.) | Marcatori | 10’ Lingard |

| Arbitro: | Sandro Schärer |

|                                                          |           |  |
| Young 53’ Greenwood 58’, 64’ Juan Manuel Mata 62’ (rig.) | Marcatori |  |

#### Fase a eliminazione diretta
| Arbitro: | Kulbakov |

|                 |           |             |
| Bonaventure 15’ | Marcatori | 36’ Martial |

| Arbitro: | Gözübüyük |

|                                                                 |           |  |
| B.Fernandes 27’ (rig.) Ighalo 34’ McTominay 41’ Fred 82’, 90+3’ | Marcatori |  |

| Arbitro: | Dias |

|  |           |                                                           |
|  | Marcatori | 28’ Fred 58’ James 82’ Mata 90+2’ Greenwood 90+3’ Pereira |

| Arbitro: | Sidiropoulos |

|                         |           |               |
| Lingard 57’ Martial 88’ | Marcatori | 55’ Wiesinger |

| Arbitro: | Turpin |

|                        |           |  |
| B.Fernandes 95’ (rig.) | Marcatori |  |

| Arbitro: | Brych |

|                       |           |                       |
| Suso 26.’ de Jong 78’ | Marcatori | 9’ (rig.) B.Fernandes |

## Statistiche

### Statistiche di squadra
Statistiche aggiornate al 16 agosto 2020
| Competizione   | Punti | In casa | In casa | In casa | In casa | In casa | In casa | In trasferta | In trasferta | In trasferta | In trasferta | In trasferta | In trasferta | Totale | Totale | Totale | Totale | Totale | Totale | DR  |
| Competizione   | Punti | G       | V       | N       | P       | Gf      | Gs      | G            | V            | N            | P            | Gf           | Gs           | G      | V      | N      | P      | Gf     | Gs     | DR  |
| -------------- | ----- | ------- | ------- | ------- | ------- | ------- | ------- | ------------ | ------------ | ------------ | ------------ | ------------ | ------------ | ------ | ------ | ------ | ------ | ------ | ------ | --- |
| Premier League | 66    | 19      | 10      | 7       | 2       | 40      | 17      | 19           | 8            | 5            | 6            | 26           | 19           | 38     | 18     | 12     | 8      | 66     | 36     | +30 |
| FA Cup         | -     | 2       | 1       | 0       | 1       | 2       | 3       | 4            | 3            | 1            | 0            | 11           | 1            | 6      | 4      | 1      | 1      | 13     | 4      | +9  |
| League Cup     | -     | 3       | 1       | 1       | 1       | 5       | 4       | 2            | 2            | 0            | 0            | 3            | 1            | 5      | 3      | 1      | 1      | 8      | 5      | +3  |
| Europa League  | 13    | 6       | 6       | 0       | 0       | 16      | 1       | 6            | 2            | 2            | 2            | 9            | 5            | 12     | 8      | 2      | 2      | 25     | 6      | +19 |
| Totale         | -     | 30      | 18      | 8       | 4       | 63      | 25      | 31           | 15           | 8            | 8            | 49           | 26           | 61     | 33     | 16     | 12     | 112    | 51     | +61 |

### Andamento in campionato
| Giornata  | 1 | 2 | 3 | 4 | 5 | 6 | 7  | 8  | 9  | 10 | 11 | 12 | 13 | 14 | 15 | 16 | 17 | 18 | 19 | 20 | 21 | 22 | 23 | 24 | 25 | 26 | 27 | 28 | 29 | 30 | 31 | 32 | 33 | 34 | 35 | 36 | 37 | 38 |
| --------- | - | - | - | - | - | - | -- | -- | -- | -- | -- | -- | -- | -- | -- | -- | -- | -- | -- | -- | -- | -- | -- | -- | -- | -- | -- | -- | -- | -- | -- | -- | -- | -- | -- | -- | -- | -- |
| Luogo     | C | T | C | T | C | T | C  | T  | C  | T  | T  | C  | T  | C  | C  | T  | C  | T  | C  | T  | T  | C  | T  | C  | C  | T  | C  | T  | C  | T  | C  | T  | C  | T  | C  | T  | C  | T  |
| Risultato | V | N | P | N | V | P | N  | P  | N  | V  | P  | V  | N  | N  | V  | V  | N  | P  | V  | V  | P  | V  | P  | P  | N  | V  | V  | N  | V  | N  | V  | V  | V  | V  | N  | V  | N  | V  |
| Posizione | 2 | 4 | 5 | 8 | 4 | 8 | 10 | 12 | 14 | 7  | 10 | 7  | 9  | 9  | 6  | 5  | 6  | 8  | 8  | 5  | 5  | 5  | 5  | 5  | 7  | 7  | 5  | 5  | 5  | 5  | 6  | 5  | 5  | 5  | 5  | 5  | 3  | 3  |

Legenda:

Luogo: C = Casa; T = Trasferta. Risultato: V = Vittoria; N = Pareggio; P = Sconfitta.

### Statistiche dei giocatori
Statistiche aggiornate al 16 agosto 2020.
| Giocatore         | Premier League | Premier League | Premier League | Premier League | FA Cup   | FA Cup | FA Cup      | FA Cup     | EFL Cup  | EFL Cup | EFL Cup     | EFL Cup    | UEFA Europa League | UEFA Europa League | UEFA Europa League | UEFA Europa League | Totale   | Totale | Totale      | Totale     |
| Giocatore         | Presenze       | Reti           | Ammonizioni    | Espulsioni     | Presenze | Reti   | Ammonizioni | Espulsioni | Presenze | Reti    | Ammonizioni | Espulsioni | Presenze           | Reti               | Ammonizioni        | Espulsioni         | Presenze | Reti   | Ammonizioni | Espulsioni |
| ----------------- | -------------- | -------------- | -------------- | -------------- | -------- | ------ | ----------- | ---------- | -------- | ------- | ----------- | ---------- | ------------------ | ------------------ | ------------------ | ------------------ | -------- | ------ | ----------- | ---------- |
| E. Bailly         | 4              | 0              | 0              | 0              | 3        | 0      | 1           | 0          | 0        | 0       | 0           | 0          | 4                  | 0                  | 1                  | 0                  | 11       | 0      | 2           | 0          |
| D. Bernard        | 0              | 0              | 0              | 0              | 0        | 0      | 0           | 0          | 0        | 0       | 0           | 0          | 1                  | 0                  | 0                  | 0                  | 1        | 0      | 0           | 0          |
| D. Bughail-Mellor | 0              | 0              | 0              | 0              | 0        | 0      | 0           | 0          | 0        | 0       | 0           | 0          | 1                  | 0                  | 0                  | 0                  | 1        | 0      | 0           | 0          |
| T. Chong          | 3              | 0              | 0              | 0              | 2        | 0      | 0           | 0          | 1        | 0       | 0           | 0          | 6                  | 0                  | 0                  | 0                  | 12       | 0      | 0           | 0          |
| D. Dalot          | 4              | 0              | 0              | 0              | 4        | 1      | 0           | 0          | 0        | 0       | 0           | 0          | 3                  | 0                  | 1                  | 0                  | 11       | 1      | 1           | 0          |
| M. Darmian        | 0              | 0              | 0              | 0              | 0        | 0      | 0           | 0          | 0        | 0       | 0           | 0          | 0                  | 0                  | 0                  | 0                  | 0        | 0      | 0           | 0          |
| D. de Gea         | 38             | -36            | 2              | 0              | 1        | -3     | 0           | 0          | 2        | -3      | 0           | 0          | 2                  | -2                 | 0                  | 0                  | 43       | -44    | 2           | 0          |
| B. Fernandes      | 14             | 8              | 2              | 0              | 2        | 0      | 1           | 0          | 1        | 1       | 0           | 0          | 5                  | 3                  | 0                  | 0                  | 22       | 12     | 3           | 0          |
| T. Fosu-Mensah    | 3              | 0              | 1              | 0              | 1        | 0      | 0           | 0          | 0        | 0       | 0           | 0          | 2                  | 0                  | 0                  | 0                  | 6        | 0      | 1           | 0          |
| Fred              | 29             | 0              | 8              | 0              | 6        | 0      | 1           | 0          | 4        | 0       | 2           | 0          | 9                  | 2                  | 1                  | 0                  | 48       | 2      | 12          | 0          |
| E. Galbraith      | 0              | 0              | 0              | 0              | 0        | 0      | 0           | 0          | 0        | 0       | 0           | 0          | 1                  | 0                  | 0                  | 0                  | 1        | 0      | 0           | 0          |
| J. Garner         | 1              | 0              | 0              | 0              | 0        | 0      | 0           | 0          | 1        | 0       | 0           | 0          | 4                  | 0                  | 0                  | 0                  | 6        | 0      | 0           | 0          |
| A. Gomes          | 2              | 0              | 0              | 0              | 0        | 0      | 0           | 0          | 1        | 0       | 0           | 0          | 3                  | 0                  | 0                  | 0                  | 6        | 0      | 0           | 0          |
| L. Grant          | 0              | 0              | 0              | 0              | 0        | 0      | 0           | 0          | 0        | 0       | 0           | 0          | 1                  | -2                 | 0                  | 0                  | 1        | -2     | 0           | 0          |
| M. Greenwood      | 31             | 10             | 0              | 0              | 4        | 1      | 0           | 0          | 5        | 1       | 0           | 0          | 9                  | 5                  | 0                  | 0                  | 49       | 17     | 0           | 0          |
| O. Ighalo         | 11             | 0              | 0              | 0              | 3        | 3      | 0           | 0          | 0        | 0       | 0           | 0          | 5                  | 2                  | 0                  | 0                  | 19       | 5      | 0           | 0          |
| D. James          | 33             | 3              | 4              | 0              | 3        | 0      | 0           | 0          | 4        | 0       | 0           | 0          | 6                  | 1                  | 0                  | 0                  | 46       | 4      | 4           | 0          |
| P. Jones          | 2              | 0              | 0              | 0              | 1        | 1      | 1           | 0          | 2        | 0       | 0           | 0          | 3                  | 0                  | 1                  | 0                  | 8        | 1      | 2           | 0          |
| M. Kovář          | 0              | 0              | 0              | 0              | 0        | 0      | 0           | 0          | 0        | 0       | 0           | 0          | 0                  | 0                  | 0                  | 0                  | 0        | 0      | 0           | 0          |
| E. Laird          | 0              | 0              | 0              | 0              | 0        | 0      | 0           | 0          | 0        | 0       | 0           | 0          | 2                  | 0                  | 1                  | 0                  | 2        | 0      | 1           | 0          |
| D. Levitt         | 0              | 0              | 0              | 0              | 0        | 0      | 0           | 0          | 0        | 0       | 0           | 0          | 1                  | 0                  | 1                  | 0                  | 1        | 0      | 1           | 0          |
| V. Lindelöf       | 35             | 1              | 6              | 0              | 5        | 0      | 0           | 0          | 3        | 0       | 0           | 0          | 4                  | 0                  | 0                  | 0                  | 47       | 1      | 6           | 0          |
| J. Lingard        | 22             | 1              | 3              | 0              | 4        | 1      | 0           | 0          | 5        | 0       | 1           | 0          | 9                  | 2                  | 1                  | 0                  | 40       | 4      | 5           | 0          |
| H. Maguire        | 38             | 1              | 6              | 0              | 5        | 2      | 1           | 0          | 3        | 0       | 0           | 0          | 9                  | 0                  | 2                  | 0                  | 55       | 3      | 9           | 0          |
| A. Martial        | 32             | 17             | 1              | 0              | 5        | 1      | 0           | 0          | 4        | 1       | 0           | 0          | 7                  | 4                  | 0                  | 0                  | 48       | 23     | 1           | 0          |
| J. Mata           | 19             | 0              | 1              | 0              | 4        | 1      | 0           | 0          | 3        | 0       | 0           | 0          | 11                 | 2                  | 0                  | 0                  | 37       | 3      | 1           | 0          |
| N. Matić          | 21             | 0              | 2              | 0              | 5        | 0      | 0           | 0          | 3        | 1       | 1           | 1          | 5                  | 0                  | 0                  | 0                  | 34       | 1      | 3           | 1          |
| S. McTominay      | 27             | 4              | 2              | 0              | 2        | 0      | 0           | 0          | 1        | 0       | 1           | 0          | 7                  | 1                  | 1                  | 0                  | 37       | 5      | 4           | 0          |
| T. Mengi          | 0              | 0              | 0              | 0              | 0        | 0      | 0           | 0          | 0        | 0       | 0           | 0          | 1                  | 0                  | 0                  | 0                  | 1        | 0      | 0           | 0          |
| A. Pereira        | 25             | 1              | 3              | 0              | 4        | 0      | 0           | 0          | 5        | 0       | 0           | 0          | 6                  | 1                  | 1                  | 0                  | 40       | 2      | 4           | 0          |
| J. Pereira        | 0              | 0              | 0              | 0              | 0        | 0      | 0           | 0          | 0        | 0       | 0           | 0          | 0                  | 0                  | 0                  | 0                  | 0        | 0      | 0           | 0          |
| P. Pogba          | 16             | 1              | 0              | 0              | 2        | 0      | 1           | 0          | 1        | 0       | 1           | 0          | 3                  | 0                  | 0                  | 0                  | 22       | 1      | 2           | 0          |
| A. Puigmal        | 0              | 0              | 0              | 0              | 0        | 0      | 0           | 0          | 0        | 0       | 0           | 0          | 0                  | 0                  | 0                  | 0                  | 0        | 0      | 0           | 0          |
| L. Ramazani       | 0              | 0              | 0              | 0              | 0        | 0      | 0           | 0          | 0        | 0       | 0           | 0          | 1                  | 0                  | 0                  | 0                  | 1        | 0      | 0           | 0          |
| M. Rashford       | 31             | 17             | 3              | 0              | 4        | 0      | 0           | 0          | 3        | 4       | 0           | 0          | 6                  | 1                  | 1                  | 0                  | 44       | 22     | 4           | 0          |
| M. Rojo           | 3              | 0              | 1              | 0              | 0        | 0      | 0           | 0          | 2        | 0       | 0           | 0          | 4                  | 0                  | 0                  | 0                  | 9        | 0      | 1           | 0          |
| S. Romero         | 0              | 0              | 0              | 0              | 5        | -1     | 0           | 0          | 3        | -2      | 0           | 0          | 9                  | -2                 | 0                  | 0                  | 17       | -5     | 0           | 0          |
| L. Shaw           | 24             | 0              | 7              | 0              | 3        | 1      | 1           | 0          | 2        | 0       | 0           | 0          | 4                  | 0                  | 1                  | 0                  | 33       | 1      | 9           | 0          |
| C. Smalling       | 0              | 0              | 0              | 0              | 0        | 0      | 0           | 0          | 0        | 0       | 0           | 0          | 0                  | 0                  | 0                  | 0                  | 0        | 0      | 0           | 0          |
| M. Taylor         | 0              | 0              | 0              | 0              | 0        | 0      | 0           | 0          | 0        | 0       | 0           | 0          | 0                  | 0                  | 0                  | 0                  | 0        | 0      | 0           | 0          |
| A. Tuanzebe       | 5              | 0              | 0              | 0              | 0        | 0      | 0           | 0          | 2        | 0       | 0           | 0          | 3                  | 0                  | 0                  | 0                  | 10       | 0      | 0           | 0          |
| A. Wan-Bissaka    | 35             | 0              | 8              | 0              | 2        | 0      | 0           | 0          | 4        | 0       | 1           | 0          | 5                  | 0                  | 0                  | 0                  | 46       | 0      | 9           | 0          |
| B. Williams       | 17             | 1              | 6              | 0              | 6        | 0      | 1           | 0          | 5        | 0       | 2           | 0          | 8                  | 0                  | 1                  | 0                  | 36       | 1      | 10          | 0          |
| A. Young          | 12             | 0              | 5              | 0              | 1        | 0      | 1           | 0          | 2        | 0       | 1           | 0          | 3                  | 1                  | 1                  | 0                  | 18       | 1      | 8           | 0          |